# Barbie presenta Pollicina
Barbie presenta Pollicina (Barbie Presents: Thumbelina) è un film d'animazione del 2009 diretto da Conrad Helten.
È il quindicesimo film di Barbie, in cui questa volta appare solamente come narratrice. Nonostante il titolo, la trama del film non ha nulla a che vedere con l'omonima fiaba di Hans Christian Andersen, se non per le dimensioni della piccola protagonista.

## Trama
Pollicina è una minuscola ragazza che vive in armonia con la natura nel magico mondo dei Twillerbees nascosto tra i fiori selvatici. Per il capriccio di una bambina viziata, Makena, Pollicina e i suoi due amici si vedono sradicare la loro zolla di fiori selvatici e trasportare in un lussuoso appartamento di città, qui vengono a conoscenza dei piani edilizi che minacciano di distruggere la terra dei Twillerbees. Sfruttando la magia della natura, Pollicina cercherà di dimostrare che anche la persona più piccola può fare la differenza.

## Doppiaggio
È stato l'ultimo film della serie ad essere doppiato a Roma da E.T.S. su direzione di Elio Zamuto.
| Personaggio | Doppiatore originale | Doppiatore italiano   |
| ----------- | -------------------- | --------------------- |
| Barbie      | Kelly Sheridan       | Emanuela Pacotto      |
| Pollicina   | Anna Cummer          | Veronica Puccio       |
| Chrysella   | Tabitha St. Germain  | Valentina Pallavicino |
| Janessa     | Cathy Weseluck       | Giulia Tarquini       |
| Makena      | Kelly Metzger        |                       |
| Vanessa     | Kathleen Barr        |                       |
| Evan        | Peter New            |                       |
| Myron       | Louis Chirillo       |                       |
| Louie       | Garry Chalk          |                       |
| Rick        | Mackenzie Gray       |                       |
| Carla       | France Perras        |                       |
| Violet      | Ashleigh Ball        |                       |
| Emma        | Natasha Calis        |                       |